# ترومان كابوتي

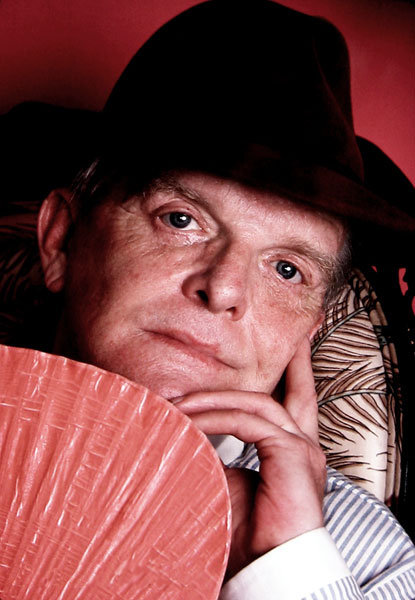
ترومان كابوت

كان ترومان جارسيا كابوتي (30 سبتمبر 1924 – 25 أغسطس 1984)، المولود باسم ترومان ستريكفوس بيرسونس، روائيًا أمريكيًا، وكاتبًا للقصص القصيرة، وكاتبًا للسيناريو، وكاتبًا مسرحيًا وممثلًا. أُشيد بالعديد من أعماله التي شملت القصص القصيرة والروايات والمسرحيات واعتُبرت من الكلاسيكيات الأدبية، شملت أعماله الرواية القصيرة الإفطار عند تيفاني (1958) ورواية الجريمة الحقيقية بدم بارد (1966)، التي وصفها كابوتي بأنها «رواية غير خيالية». اقتُبست أعماله في أكثر من 20 فيلمًا وعملًا دراميًا تليفزيونيًا. 
نشأ كابوتي في طفولة مضطربة بسبب الطلاق والغياب الطويل لوالدته والعديد من الهجرات. اكتشف مهنته ككاتب في عمر الثامنة، وشحذ قدرته على الكتابة خلال طفولته. بدأ عمله الاحترافي بكتابة القصص القصيرة. جذب النجاح النقدي الذي حققته «مريم» (1945) اهتمام بينيت سيرف، الناشر في راندوم هاوس ونتج عنه عقد لكتابة رواية أصوات أخرى، حجرات أخرى (1948). حقق كابوتي أكبر شهرة من رواية بدم بارد، وهي عمل صحفي عن قتل عائلة في مزرعة بكانساس داخل منزلهم. قضى كابوتي أربعة أعوام في كتابة الكتاب، وساعدته صديقة عمره هاربر لي، التي كتبت أن تقتل طائرًا بريئًا (1960). 

## النشأة
وُلد في نيو بأورلينز بلويزيانا، كان كابوتي ابنًا لذات السبعة عشر عامًا، ليلي مي فولك (1905–1954) والبائع أرخولوس بيرسونس (1897–1981).انفصل والداه حين كان في عمر الرابعة، وأُرسل إلى مونروفيل بألاباما، حيث رباه أقارب أمه خلال السنوات الأربع أو الخمس التالية. كوّن رابطة سريعة مع القريبة البعيدة لأمه، ناني رومبلي، التي أسماها ترومان «سوك». «وجهها مميز–لا يختلف عن وجه لينكولن، مليء بالتضاريس مثله، ومصبوغ بالشمس والريح»، هكذا وصف كابوتي سوك في «ذكرى عيد الميلاد» (1956). في مونروفيل، كان كابوتي جارًا وصديقًا لهاربر لي، التي سوف تصبح أيضًا مؤلفة لاذعة وصديقة العمر لكابوتي. أعادت لي في روايتها أن تقتل طائرًا بريئًا صياغة شخصية ديل بعد كابوتي.
كطفل وحيد، علم كابوتي نفسه القراءة والكتابة قبل أن يدخل العام الأول في المدرسة. شوهد كابوتي عادة وهو في الخامسة من عمره يحمل معجمه ومفكرته، وبدأ كتابة الخيال في عمر الحادية عشر. مُنح لقب «بولدوج» في هذه المرحلة العمرية تقريبًا. في أيام السبت، ذهب في رحلات من مونروفيل إلى مدينة موبيل القريبة على خليج المكسيك، وفي مرحلة معينة قدّم قصة قصيرة، «السيدة بيزي بودي العجوز»، إلى مسابقة لكتابة الأطفال برعاية تسجيلات موبيل الصحفية. حاز كابوتي على التقدير لعمله الأول من الجوائز المدرسية للفن والكتابة في 1936. 
في 1932، انتقل إلى مدينة نيويورك للعيش مع والدته وزوجها الثاني، خوسيه جارسيا كابوتي، أمين المكتبة من يونيون دي رييس بكوبا، والذي تبناه كابن لزوجته وأعاد تسميته باسم ترومان جارسيا كابوتي. ولكن أُدين خوسيه بالاختلاس وبعد فترة قصيرة، عندما تدهور دخله، اُجبرت العائلة على ترك بارك أفنيو. 
خلال نشأته، روى كابوتي، «كنت أكتب بشكل جدي عندما كنت في الحادية عشر. أنا أتكلم بجدية، مثل الأطفال الآخرين عندما يعودون إلى المنزل ويتدربون على الكمان أو البيانو أو أيًا ما كان، لقد اعتدت أن أعود إلى المنزل من المدرسة كل يوم، وقد أكتب لمدة تقارب الثلاث ساعات. كنت مهووسًا بها». في 1932، التحق بمدرسة ترينيتي في مدينة نيويورك. التحق بعدها بأكاديمية سانت جوزيف العسكرية. في 1939، انتقلت عائلة كابوتي إلى غرينيتش بكونيتيكت والتحق كابوتي بمدرسة غرينيتش الثانوية، حيث كتب لمجلة المدرسة الأدبية، ذا غرين ويتش، وجريدة المدرسة. عندما عادوا إلى مدينة نيويورك في 1941، التحق بمدرسة فرانكلين، وهي مدرسة خاصة في الجانب الغربي الشمالي لمنهاتن وتعرف الآن بمدرسة دوايت، وتخرج في عام 1942. كان ذلك نهاية تعليمه الرسمي. 
بينما لا يزال في مدرسة فرانكلين في 1942، بدأ كابوتي في العمل كعامل للنسخ في قسم الفنون في ذا نيو يوركر، الوظيفة التي شغلها لعامين قبل طرده لإغضاب الشاعر روبرت فروست. بعدها بسنوات، أشار قائلًا «ليست وظيفة كبيرة جدًا، كل ما شملته كان فرز الرسوم الهزلية وتشذيب الصحف. ولكني أبقى محظوظًا لأني حظيت بها، خاصة وأني كنت مصممًا على عدم أخذ خطوة دراسية نحو فصول الجامعة. أدركت إذا ما كنت كاتبًا أم لا، ولم يكن أي أستاذ جامعي قادرًا على التأثير في النتيجة. لا زلت أظن بأنني كنت على صواب، على الأقل في حالتي الخاصة». ترك وظيفته للعيش مع أقاربه في ألاباما وبدأ في كتابة أول رواياته، اجتياز الصيف. 

### الصداقة مع هاربر لي
أسس كابوتي شخصية إيدابيل في أصوات أخرى، حجرات أخرى استنادًا على جارته في مونروفيل وصديقته المفضلة، هاربر لي. أقرّ كابوتي ذات مرة بذلك «السيد والسيدة لي، والد ووالدة لي، عاشوا بالقرب جدًا. كانت صديقتي المفضلة. هل قرأت كتابها؟ أن تقتل طائرًا بريئًا؟ أنا شخصية في هذا الكتاب، الذي تقع أحداثه في بلدة ألاباما الصغيرة حيث عشنا. كان والدها محاميًا، واعتدت أنا وهي على الذهاب إلى المحاكمات طوال الوقت كأطفال. ذهبنا إلى المحاكمات بدلًا من الذهاب إلى الأفلام». بعد منح لي جائزة بوليتزر في 1961 ونشر كابوتي لرواية بدم بارد في 1966، أصبح المؤلفان بعيدين أكثر فأكثر عن بعضهما البعض. 

## حياته
ولد كابوتي في نيو أورلينز في ولاية لويزيانا، في الولايات المتحدة الأمريكية. عاش وقتا من طفولته عند جدته، تتسم معظم كتبه بخلفية جنوب البلاد.

## أعماله
كتاب أصوات أخرى، غرف أخرى عام 1948 يحكي قصة طفولة أحد الصبية في الريف الجنوبي، وما لاقاه من حياة حلوة في بدايتها، مُرّة في نهايتها. أما كتابه شجرة الليل وحكايات أخرى عام 1949، وروايته قيثار الحشيش عام 1951 فيصوران شخصيات غريبة الأطوار ومواقف شاذة، كتبت الصحف كثيرًا عن صلاته بالأغنياء والمشاهير. وأكثر كتبه شهرة بدم بارد عام 1966، الذي مزج فيه الخيال بالحقيقة ليحكي قصة شخصين مشردين قاما بقتل إحدى العائلات التي تعمل بالزراعة في كنساس.
تعد رواية بدم بارد من أشهر ابداعات المؤلف وقد حاول تاليف روايات بعدها ولم تنجح كما نجحت هذه الرواية .

## وفاته
توفي ترومان كابوتي في 2 أغسطس 1984 جراء التليف الكبدي.

## وصلات خارجية
- ترومان كابوتي على موقع IMDb (الإنجليزية)
- ترومان كابوتي على موقع الموسوعة البريطانية (الإنجليزية)
- ترومان كابوتي على موقع مونزينجر (الألمانية)
- ترومان كابوتي على موقع ألو سيني (الفرنسية)
- ترومان كابوتي على موقع ميوزك برينز (الإنجليزية)
- ترومان كابوتي على موقع أول موفي (الإنجليزية)
- ترومان كابوتي على موقع قاعدة بيانات برودواي على الإنترنت (الإنجليزية)
- ترومان كابوتي على موقع قاعدة بيانات برودواي على الإنترنت (الإنجليزية)
- ترومان كابوتي على موقع قاعدة بيانات الأفلام السويدية (السويدية)
- ترومان كابوتي على موقع إن إن دي بي (الإنجليزية)
- صفحة ترومان كابوتي في موقع goodreads